# Bianzè (przystanek kolejowy)
Bianzè (wł. Stazione di Bianzè) – przystanek kolejowy w Bianzè, w prowincji Vercelli, w regionie Piemont, we Włoszech. Znajduje się na linii Turyn – Mediolan.
Według klasyfikacji RFI ma kategorię brązową.

## Linie kolejowe
- Turyn – Mediolan